# Carmen Ryheul
Carmen Ryheul (Lubumbashi (Congo), 13 april 1971) is een Belgisch Vlaams-nationalistisch politica voor het Vlaams Belang.

## Levensloop
Carmen Ryheul studeerde in 1993 af in toeristisch management aan het Hoger Technisch Instituut in Brugge. Ze was van 1994 tot 2014 stafmedewerker, event manager en Reismarktcoördinator bij het Brugse onafhankelijk reisinformatiecentrum 'Wegwijzer Info'. Vervolgens was ze van 2014 tot 2016 management assistent van het Bellegemse bedrijf Promeco, gespecialiseerd in het ontwerpen van marketingprogramma’s die het koopgedrag van consumenten dynamiseren. Van 2016 tot 2019 was ze hr-manager bij Brustor, een Gullegems bedrijf gespecialiseerd in zonnewering.
Sinds januari 2019 is ze voor het Vlaams Belang gemeenteraadslid van Kortrijk. 
Bij de Vlaamse verkiezingen van 26 mei 2019 werd ze verkozen tot Vlaams Parlementslid voor de kieskring West-Vlaanderen. Op 9 juni 2024 werd Ryheul herkozen. In de legislatuur 2019-2024 was ze er lid van de commissie voor Mobiliteit en Openbare Werken, waar ze het dossier verkeersveiligheid opvolgde, en zetelde ze in de commissie Buitenlands Beleid, Europese Aangelegenheden, Internationale Samenwerking en Toerisme, waar ze zich toelegde op toerisme. In de legislatuur 2024-2029 werd Ryheul opnieuw lid van de commissie Mobiliteit en Openbare Werken, alsook lid van de commissie Leefmilieu, Natuur en Ruimtelijke Ordening.